# Sofie Bernhoft
Petra Marie Sofie Bernhoft, född 21 juli 1870 i Kristiania (nuvarande Oslo), död där 17 februari 1966, var en norsk skådespelare.
Bernhoft var dotter till kateketen Theodor Kristian Bernhoft och Petra Martine Augusta Bernhoft. Hon var 1918–1919 engagerad vid Stavanger faste scene och senare vid Radioteatret. Hon medverkade i fem filmer 1933–1947 och debuterade i Gustaf Molanders En stille flirt.
Hon hade en egen teaterskola där bland andra Guri Stormoen utbildats.

## Filmografi
- 1933 – En stille flirt
- 1938 – Bør Børson jr.
- 1942 – Nordlandets våghals
- 1943 – Den nye lægen
- 1947 – Sankt Hans fest